# Destacamento Aéreo de Narian-Mar
Destacamento Aéreo de Narian-Mar (en ruso: ОАО "Нарьян-Марский объединенный авиаотряд") es una aerolínea rusa con sede central en Narian-Mar, en Nenetsia, un distrito autónomo del óblast de Arjánguelsk.
La flota está compuesta por helicópteros Mil Mi-8T, Mil Mi-8TP y Mil Mi-8MTV así como aviones Antonov An-2.
La empresa opera el aeropuerto de Narian-Mar, el campo de Nizhnyaya Pyosha, el grupo de las pistas de aterrizaje de Jaryaguinskiy y 15 aeródromos adscritos a las unidades municipales de distrito de Nenetsia (Nes, Chizha, Shoyna, Vizhas, Oma, Snopa, Belushye, Volokovaya, Joryey-Ver, Jaruta, Kotkino, Indiga, Labozhskoye, Karatayka y Ust-Kara).

## Historia
La historia de la compañía está íntimamente ligada a la del aeropuerto de Narian-Mar.

### Años 20
En 1925 los primeros aviones aparecieron en el cielo del distrito de los nenets. Los pilotos B.G.Chujnovsky y O.V.Kalvits realizaron el largo vuelo por el ártico siguiendo la ruta Leningrado-Petrozavodsk-Arjánguelsk-Nueva Zembla. En la expedición participaron dos aviones Ju-20. Uno de los aviones exploró las proximidades del estrecho Matochkin Shar, a unos 50 km al este. Las tareas de exploración aérea ayudaron a los marinos a elegir rutas cortas con el consiguiente ahorro de tiempo.

### Años 30

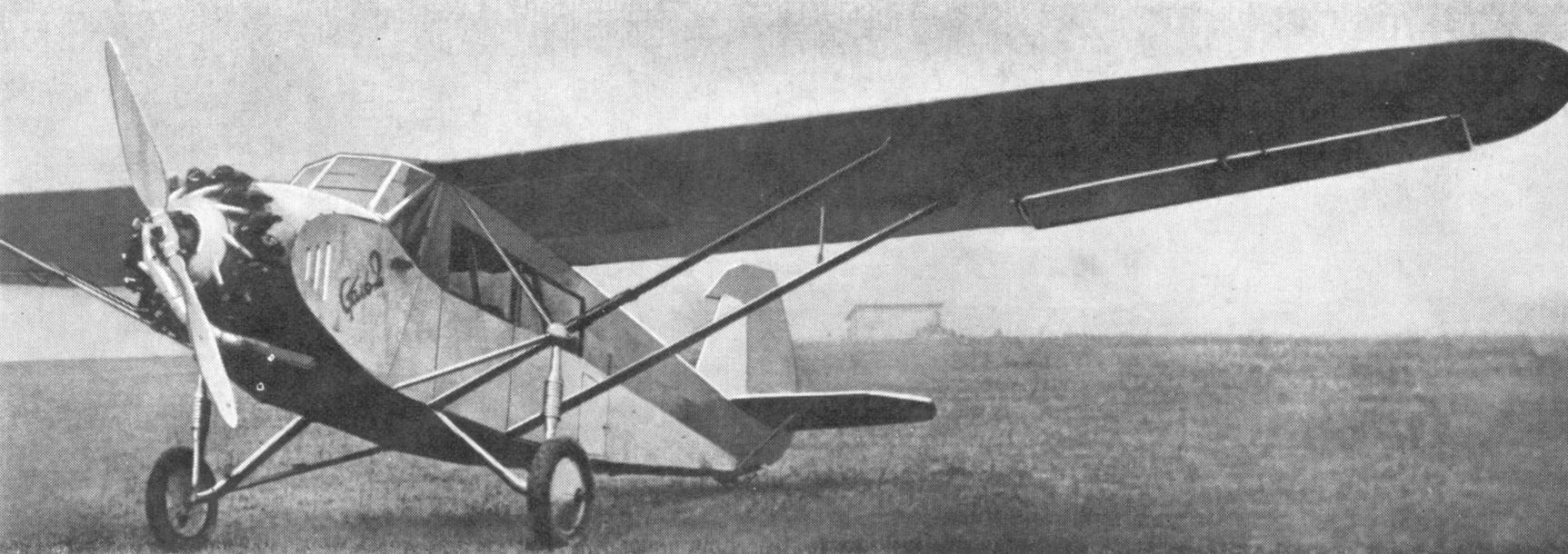
Putilov Stal-2

El 13 de febrero de 1933 se abrió la primera línea aérea subártica, que vinculó Arjánguelsk y Narian-Mar. El avión L-507, pilotado por L.K.Fitelbergom y el mecánico de a bordo M.Alekseevym, superó la distancia en 6 horas y media. El comienzo del desarrollo de la aviación civil en el distrito autónomo de Nenetsia se puede contar desde el año 1933, cuando el piloto Pravilov Mijaíl Pavlovich, llegó con la tarea de preparar la recepción de los aviones y crear el aeródromo. Bajo su dirección se instaló, sobre el hielo del río de Pechora, una pequeña plataforma. Después de esto, en enero de 1933, en Narian-Mar empezaron los primeros vuelos en aviones Stal-2.
Los primeros pilotos que llegaron a Narian-Mar, eran Vershinsky, Golubev, Gorelov y Smirnov. En aquel tiempo los aviones se usaban para el transporte del correo, peletería y pescado a Arjánguelsk. El vuelo hasta Arjánguelsk duraba unas 8 horas. Los aviones aterrizaban en lugares distintos: en invierno sobre el hielo del río Pechora, cerca del aserradero, en el correo de Karman y en el lago Kazen, y en verano en el campo, cerca de las aldeas Kiya y Nikittsy.
En 1935 quedó demostrada la necesidad de organizar la base aérea del distrito de Nenetsia.

### Años 40
En los años de la guerra, Narian-Mar fue un punto caliente para los pilotos militares. En 1941 se creó el grupo especial de aviación, que se encargaba de vigilar la línea de Sevmorputi o "Vía Marítima del Norte" (ruso: Се́верный морско́й путь, Severny Morskoy Put), controlar la entrada en los estrechos de Nueva Zembla y escoltar los transportes de carga. En Narian-Mar fue acantonado el 16 grupo de transporte aéreo del 3.er aerogrupo, dependiente de la flotilla militar Belomorsky.

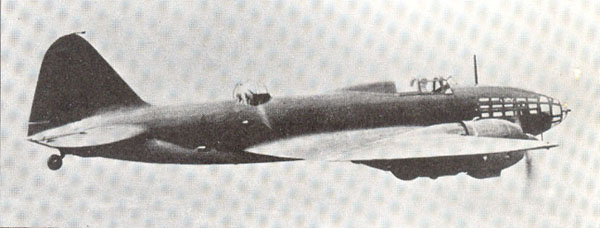
Ilyushin Il-4

En los primeros años de la guerra, bajo la dirección de V.Jatanzeyskogo y con la participación de la población de la ciudad, fue construida una pista de aterrizaje con una longitud de entre 900 m y 1.200 metros en el distrito de la "Casa de los Soviets". El jefe del aeropuerto fue, en un principio, Piotr Afanasyevich Davydov. A partir de marzo de 1942 el aeródromo fue dirigido por Vladímir Ivánovich Postnov. Los trabajadores del puerto marítimo de Narian-Mar hicieron entrega,  el "Día de la aviación" de 1944 al piloto de la flotilla Belomorsky V.V.Tomashevskomu, del avión de bombardeo Ilyushin Il-4 "Trabajador de la flota de Pechora", comprado con dinero de los obreros portuarios.

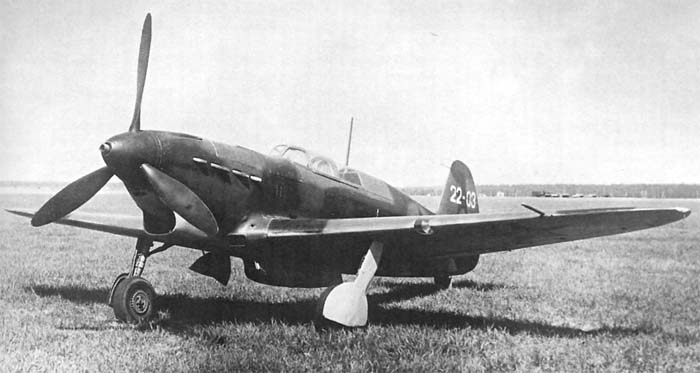
Yakovlev Yak-7

El 7 de septiembre de 1944 los trabajadores del distrito de Nenetsia hicieron entrega a los pilotos de la flotilla Belomorsky del caza Yakovlev Yak-7B "Astillero de Narian-Mar", que era entregado al Héroe de la Unión Soviética, capitán A.K.Tarasovu. Después de la guerra el caza fue llevado a Narian-Mar e instalado en un jardín como homenaje a los trabajadores soviéticos de la retaguardia.
En los años de la Gran Guerra Patria sobre el frente Ártico trabajaba activamente la aviación alemana: los aviones del adversario realizaron 269 ataques y numerosos vuelos de exploración en las regiones cercanas al distrito de Nenetsia. En honor a las víctimas mortales durante los años de la guerra en el territorio del distrito y de las tripulaciones de los aviones, en 2005 Se inauguró una estela en la ciudad.
El 30 de septiembre de 1946 por orden de la dirección territorial de aeronáutica civil del Norte, se formó en  Narian-Mar el 228 aerogrupo STU GVF.

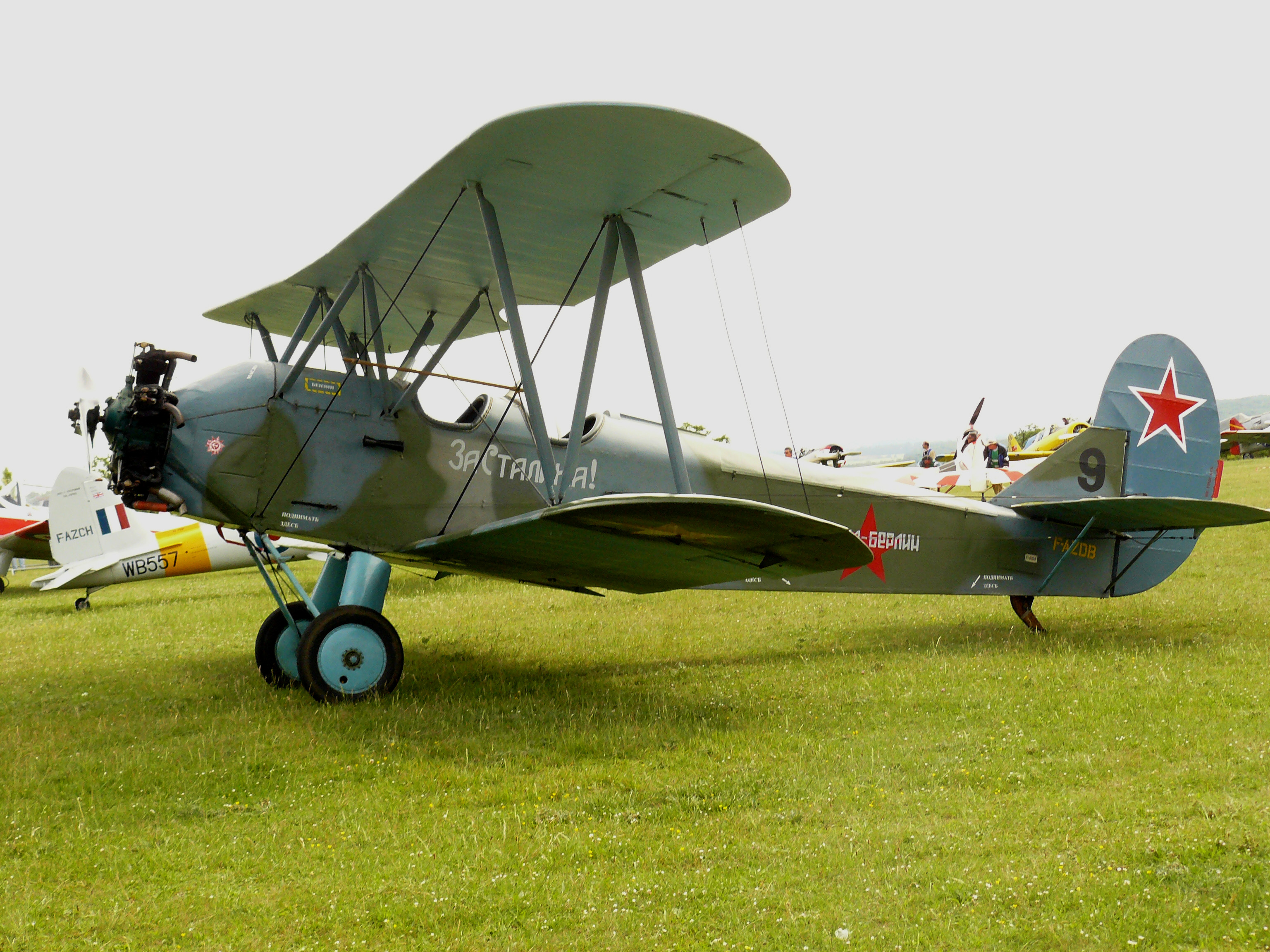
Polikarpov Po-2

A Narian-Mar llegaron de 6 aviones Polikarpov Po-2, tres camiones cisterna y dos tractores. Los vuelos eran realizados con 900 metros de pista. Al mismo tiempo empezó la construcción de la estación de radio junto a la central telefónica. Para proteger del frío a las personas se usaban cuevas, aunque posteriormente se construyó un local para el despachador de vuelos que también servía de sala de espera para los pasajeros. El estado mayor del aerogrupo se instaló en el edificio de la estación fluvial, cerca del puerto marítimo. El personal se componía de 50 personas. El primer jefe del 228 aerogrupo fue Sofronov Aleksander Ivánovich.
Durante este tiempo la aviación fue ayudante seguro de la economía y los habitantes del distrito. El aerogrupo vinculó a Narian-Mar con poblaciones como Nizhnyaya Pesha, Oksino, Indiga, Tobsedoy, Nosovoy, Varandeyem, Karatayka, Jabarovo, Joseda-Jardom.
En agosto de 1947 en el distrito se creó la estación de aviación sanitaria.

### Años 50
Durante los años 50 la aviación en el distrito se desarrolló a ritmo rápido. En 1950 se construyen en el aeropuerto cuatro casitas para los servicios del aerogrupo, y después de la gran  inundación de 1952 fueron construidas las casas del departamento de transportes, el hotel, 8 viviendas y el hangar para las reparaciones técnicas.

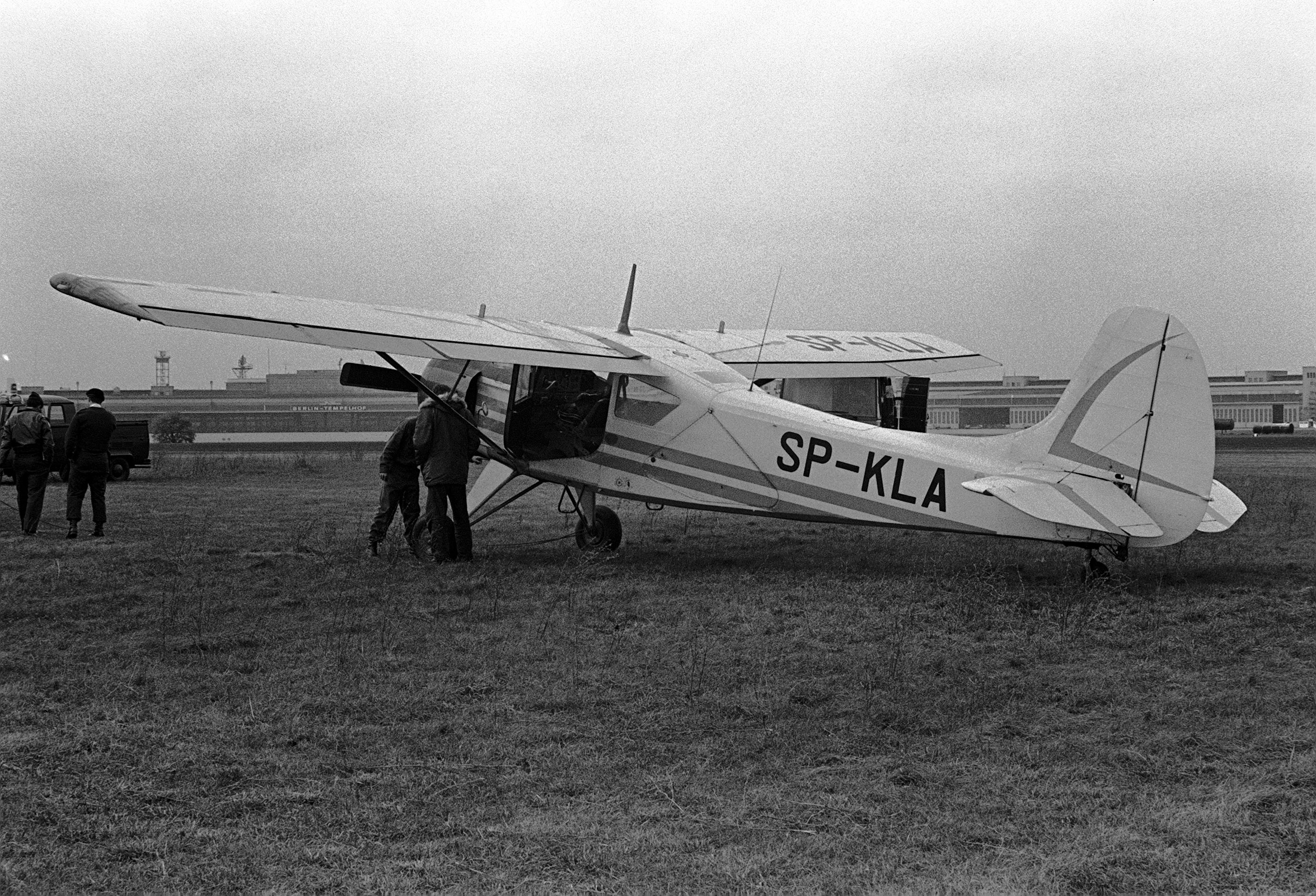
Yakovlev Yak-12

El 30 de agosto de 1952, por la orden N 069 СТУГВФ, el "228 aerogrupo" cambió de nombre a "73 aerogrupo unido del aeropuerto Narian-Mar". En los años 50 en la explotación del aerogrupo trabajaron aviones Yakovlev Yak-12 y más tarde Yakovlev Yak-14. Se abrió una nueva línea a Arjánguelsk, que pasaba por Nizhnyaya Pesha (en vez de la línea a través de Ust-Tsilma). Los vuelos se realizaban con aviones de pasajeros Lisuno Li-2.
En diciembre de 1952 en el aeropuerto de Narian-Mar hizo su aparición el primer avión Antonov An-2 (con matrícula 41995). El vuelo fue realizado por S.J.Balamoshev y el copiloto  V.A.Starzhinsky. Al aparecer los aviones An-2, que se utilizaban básicamente para el transporte en el distrito de Nenetsia, creció bruscamente el volumen de transporte de pasajeros y cargas. Con el An-2, durante los primeros años de explotación, volaban los pilotos G.V.Zuev, N.K.Tolkachev, M.I.Komarov, S.P.Matrosov, I.V.Kazakov. El primer ingeniero que atendía el nuevo tipo de aviones era A.Erkin. Por falta de preparación las primeras sustituciones de motores se realizaron en Leningrado.

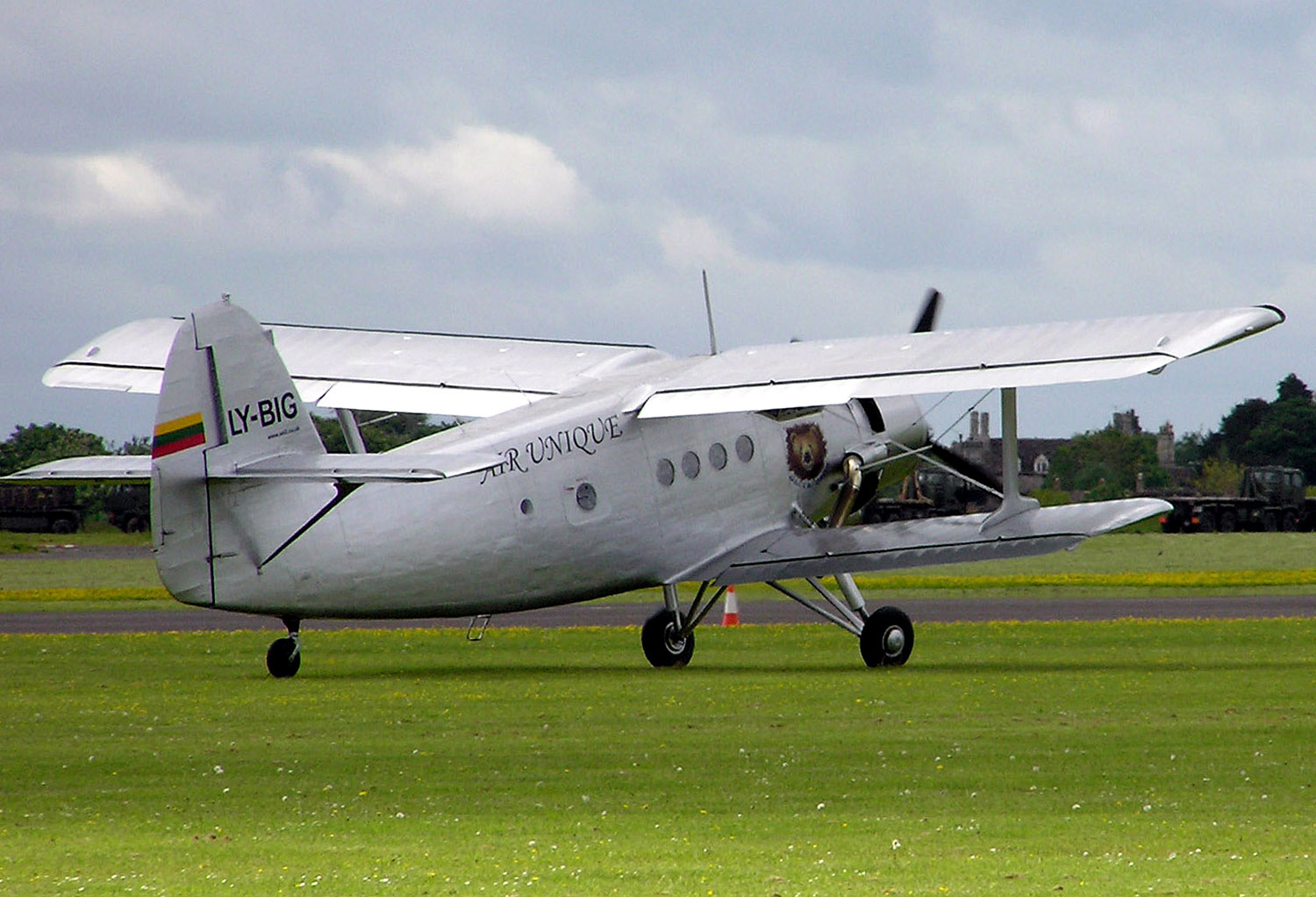
Antonov An-2

En 1955 en el aeropuerto empezó a funcionar el primer radiolocalizador P-10, por medio del cual era posible ver y oír todos los aviones en un radio de 50-60 km, aunque con grandes dificultades. Así la aviación civil comenzó a volar con los ojos abiertos y el cielo dejó de estar limitado por la línea del horizonte.

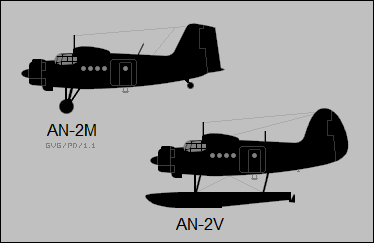
Antonov An-2 y An-2V

En 1956 en el aerogrupo había un variante náutica del avión An-2, el An-2V. En el lago junto al aeropuerto fue construido un muelle de atraque especial con troncos y barras. En una región como Nenetsia, rica en ríos, lagos y bahías, este avión demostró su excelencia.
Durante esta década las tripulaciones eran enviadas en comisión de servicio desde Leningrado, Kotlas, Múrmansk o Petrozavodsk.
El exterminio de lobos desde el aire, que salva a los rebaños de renos de los carnívoros, era una de las actividades del aerogrupo. En marzo de 1951 se realizó por primera vez desde un Po-2 por el cazador-francotirador Vasily Platonovich Makridin. Desde 1951 hasta 1975 eliminó cerca de 800.
La aviación aceleró la entrega del correo, dejando atrás los caballos y las embarcaciones marítimas. Desde 1953 todos los correos desde Arjánguelsk a Narian-Mar y de Narian-Mar al resto del distrito eran llevados en aviones.

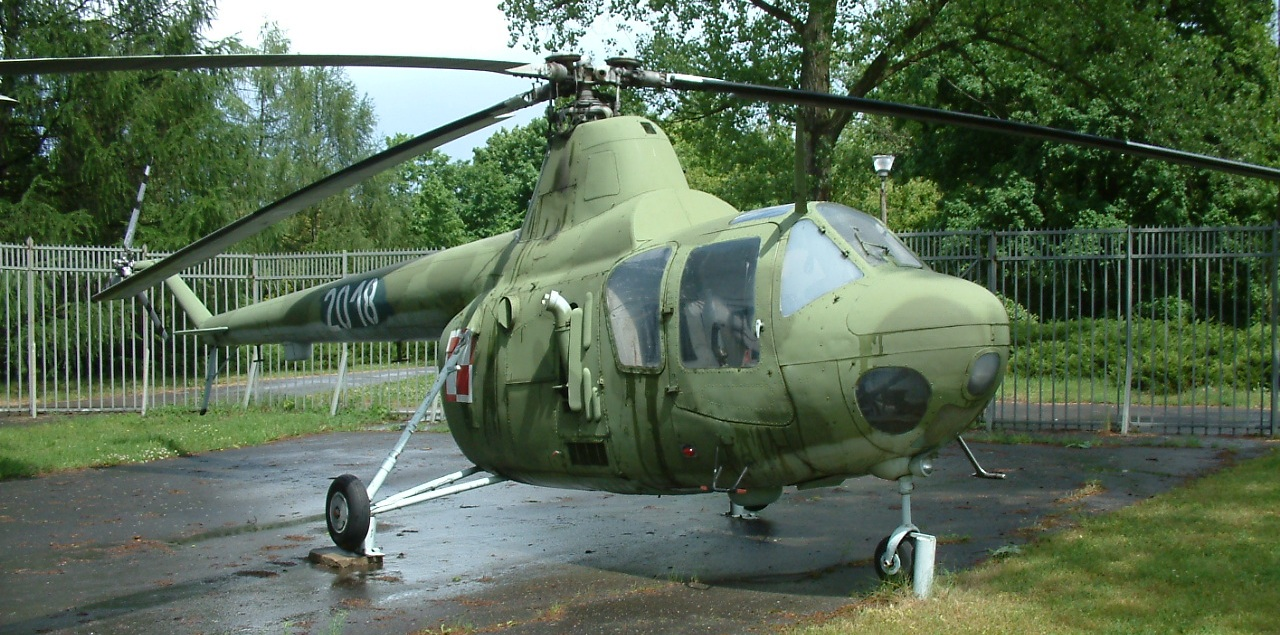
Mil Mi-1

En 1956 en el aerogrupo Narian-Mar comenzaron a operar los primeros helicópteros Mil Mi-1.

### Años 60
En febrero de 1960 al aeropuerto de Narian-Mar llegó el primer helicóptero Mil Mi-4 bajo pilotado por V.S. Ryabova. Estos helicópteros servían a los geólogos e investigadores que en aquellos años comenzaron las prospecciones en busca de petróleo y gas en el territorio del distrito autónomo de Nenetsia. Los helicópteros realizaron miles de vuelos para prestar asistencia médica urgente a la población y salvamento de pescadores aislados en el mar sobre bloques de hielo. La maniobrabilidad permitía trabajar independientemente desde helipuertos o desde aeródromos. Los primeros pilotos que volaron el helicóptero Mi-4, eran Naumov, Rjabov y Rudenko. Más tarde lo hicieron Kardyashev, Kyrkalov, Ozeransky, Kudrjavtsev, Pozdeev, Poluboyarov y otros. Entre ellos estaba el primer piloto nenets, Semión Nikoláevich Yavtysyj que murió, junto a su tripulación, en accidente aéreo, pero que abrió camino no sólo en el cielo del distrito, sino también en la conciencia del pueblo nenets. En su memoria en Narian-Mar se dio nombre a una calle, la calle Yavtysova.

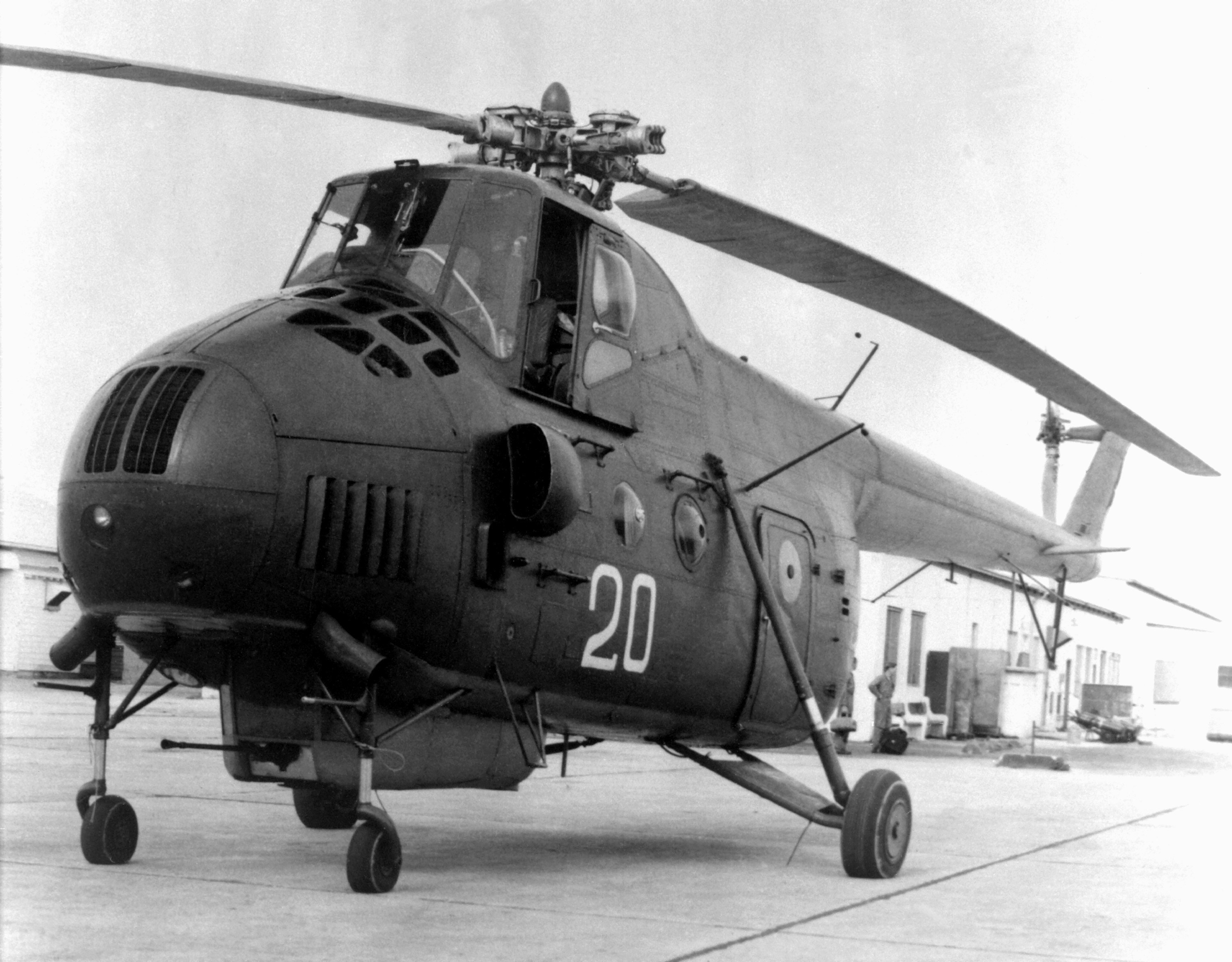
Mil Mi-4

Al comienzo de los años 60 en las localidades del distrito se construyeron cerca de 20 aeropuertos no clasificados y helipuertos. El 28 de junio de 1963, por orden de la Administración Central de Aeronáutica de la URSS, el "73 aerogrupo" cambió de nombre a "Destacamento Aéreo de Narian-Mar".

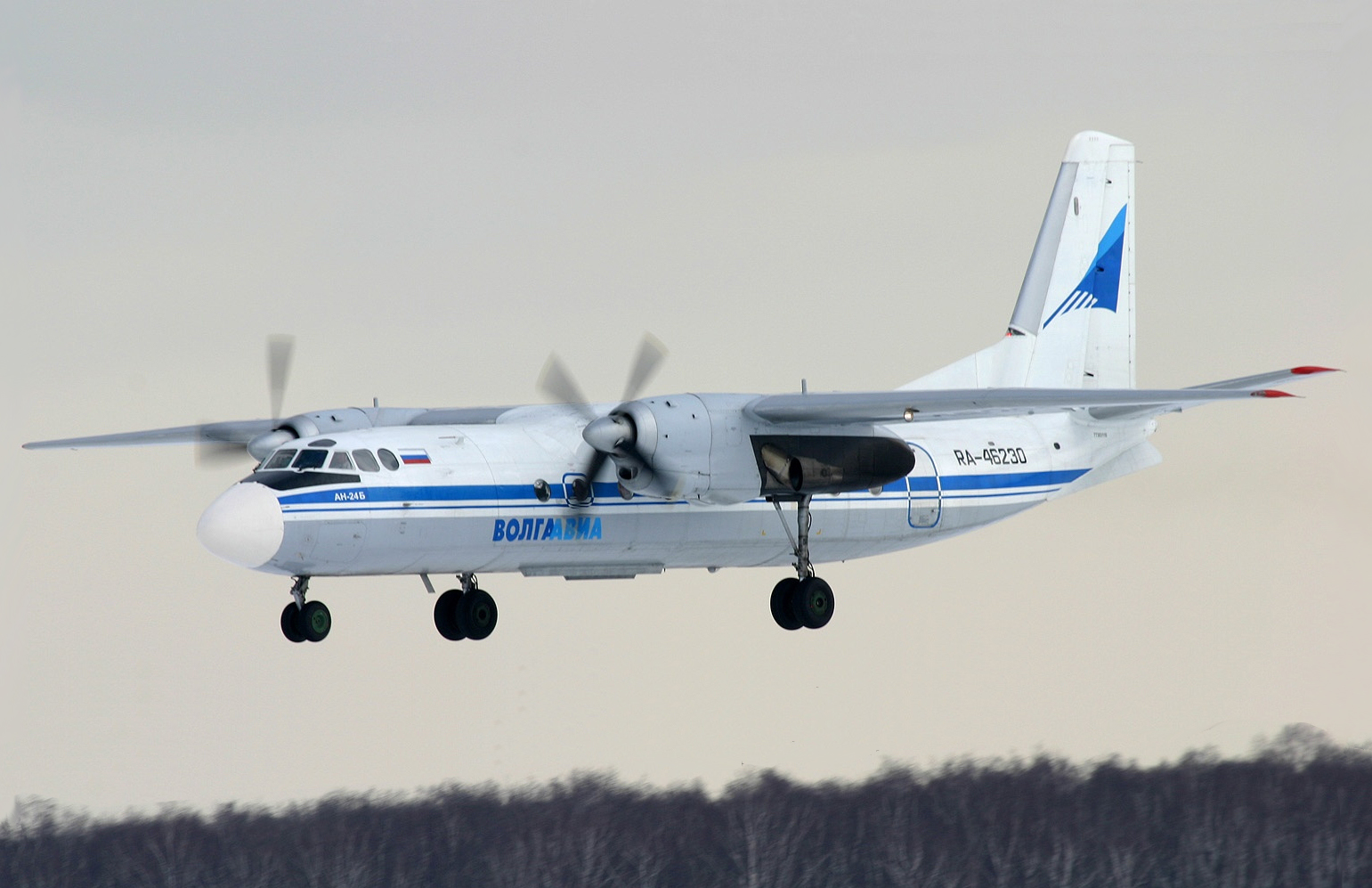
Antonov An-24

El 11 de enero de 1966, por orden de la dirección territorial de aviación civil del Norte se creó el aerogrupo de Arkjánguelsk, en cuya composición se incluyó la sociedad por acciones de Narian-Mar. El mismo año al aeropuerto de la ciudad llegó el primer avión Antonov An-24 realizando un vuelo técnico. Un poco más tarde se abrió la línea aérea Narian-Mar - Moscú - Narian-Mar. Los vuelos se realizaban tres veces por semana con el avión An-24. Al mismo tiempo se mejoraban los edificios y las instalaciones del aeropuerto.
En 1968 llegó al aeropuerto el primer helicóptero Mil Mi-8T.

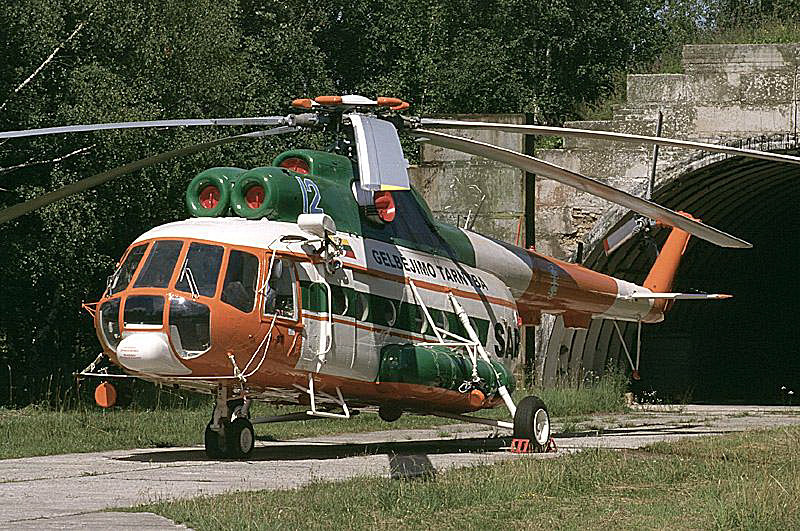
Mil Mi-8

A finales de la década de los 60 el volumen de transporte aéreo crecíó impetuosamente: durante el primer trimestre de 1967 el destacamento transportó a 16.600 personas, mientras que durante el primer trimestre de 1968 lo hizo con más de 19.000 pasajeros.
Aparte del transporte de pasajeros, el An-2 era dedicado a otros trabajos como el transporte de pescado, fotografía aérea y patrullaje de bosques en trabajos de prevención de incendios. Para los helicópteros el período invernal representaba un tiempo muerto, ya que el volumen de los trabajos era menor y se usaban, sobre todo, en operaciones de salvamento.

### Años 70
Durante los años 70, con la apertura de los yacimientos de petróleo y gas, comenzó el desarrollo rápido de la aviación en el distrito. Al mismo tiempo, con la llegada de los helicópteros Mi-8T y el gran aumento del volumen de trabajo del servicio de expediciones de exploración geológica, los pescadores y los criadores de renos, se extendió la base de producción. Se puso en funcionamiento el dique-hangar para dos aviones An-2, se construyeron el local para el personal técnico y el edificio de la base de aviación y comenzó la construcción de la pista de aterrizaje artificial en el nuevo aeropuerto. Todo el parque de aviones y helicópteros utilizaba al límite de carga. Uno de los trabajos principales era servir a los relevos de geólogos, pastores y criadores de renos.

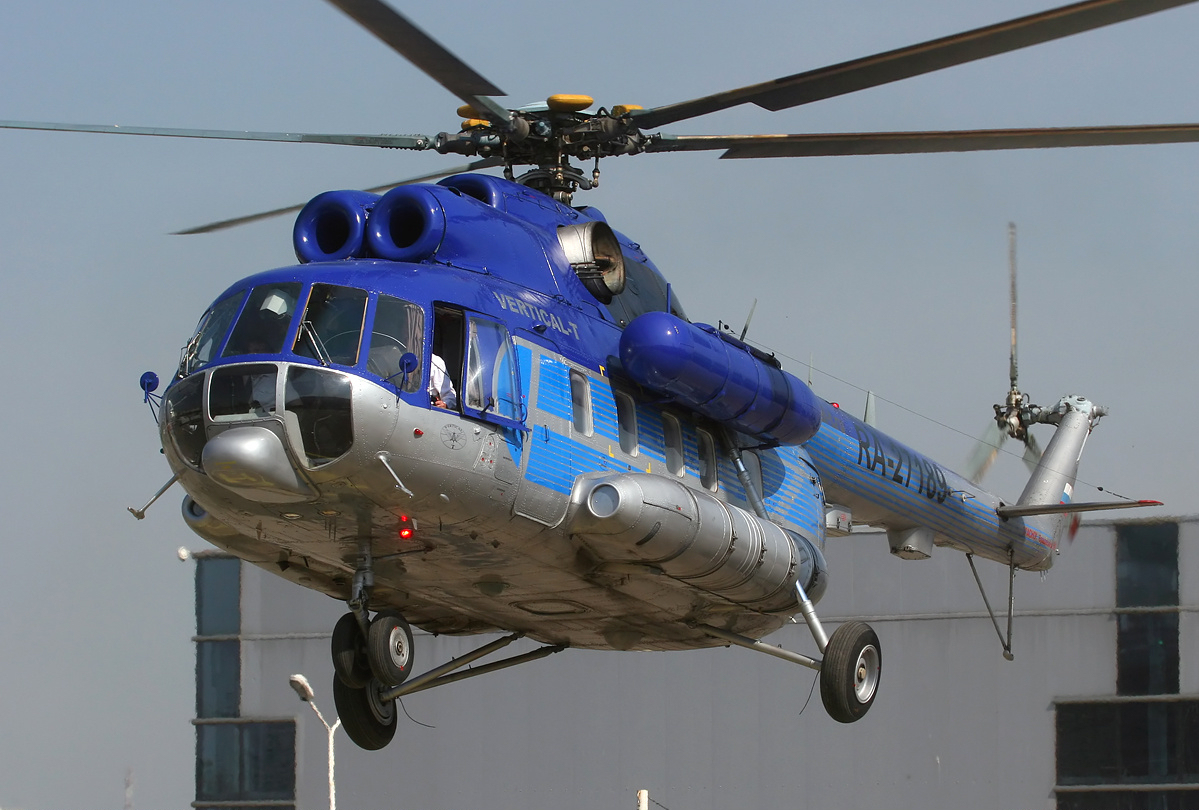
Mil Mi-8T

Entre 1973 y 1975 el movimiento de las aeronaves en la zona Narian-Mar era más intenso que en el nudo de Moscú por 100 aeronaves de diferencia.
En 1973 los helicópteros y los aviones de la empresa transportaron más de mil toneladas de carne de reno y cerca de cuatro mil toneladas de pescado, pero el grueso del trabajo que se realiza en los 70 es para el servicio de la prospección geográfica.
En octubre de 1975 la tripulación de un helicóptero Mi-8 del destacamento de Narian-Mar que participaba en la construcción de la central nuclear de Kola salvó a cinco pescadores de Ust-Kary.

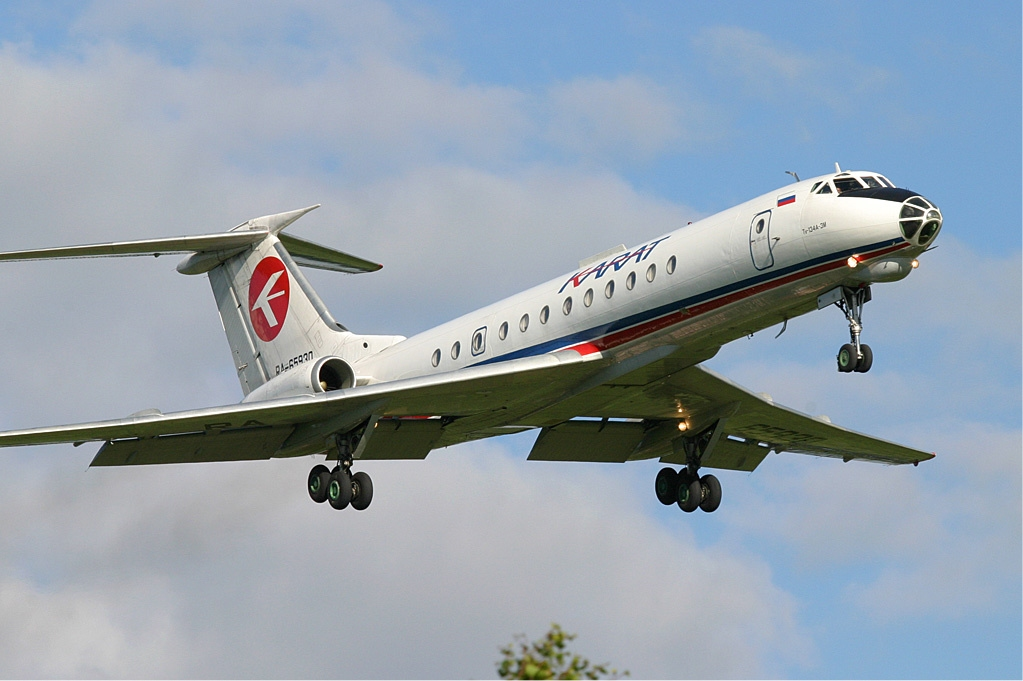
Tupolev Tu-134

### Años 80
En octubre de 1981 se puso en funcionamiento la estación aeronáutica en el aeropuerto Narian-Mar. El acontecimiento de mayor importancia para la empresa fue la inauguración del nuevo aeródromo. En 1984, al mismo tiempo que el volumen de los trabajos aéreos aumentaba se realizó la ampliación y el refuerzo de la base de la empresa. En el nuevo emplazamiento se pusieron en funcionamiento el dique-hangar para el servicio de aviones y helicópteros, el edificio de servicio de pasajeros del aeropuerto, dos edificios del estado mayor y el grupo de vuelo y la central eléctrica diésel. Entre  1989 y 90 fueron construidos dos locales para la sustitución de partes de aviones y helicópteros. La empresa se trasladó definitivamente al nuevo aeropuerto en 1985. Narian-Mar estrenó la posibilidad de aceptar y servir aviones Tupolev Tu-134, Yakovlev Yak-40, Antonov An-24, Antonov An-26. Se mejoraron las condiciones de la base de propio parque de aviones y  helicópteros y, con la introducción en la explotación del nuevo edificio de la estación aeronáutica, en 1992 mejoró considerablemente el servicio a los pasajeros.

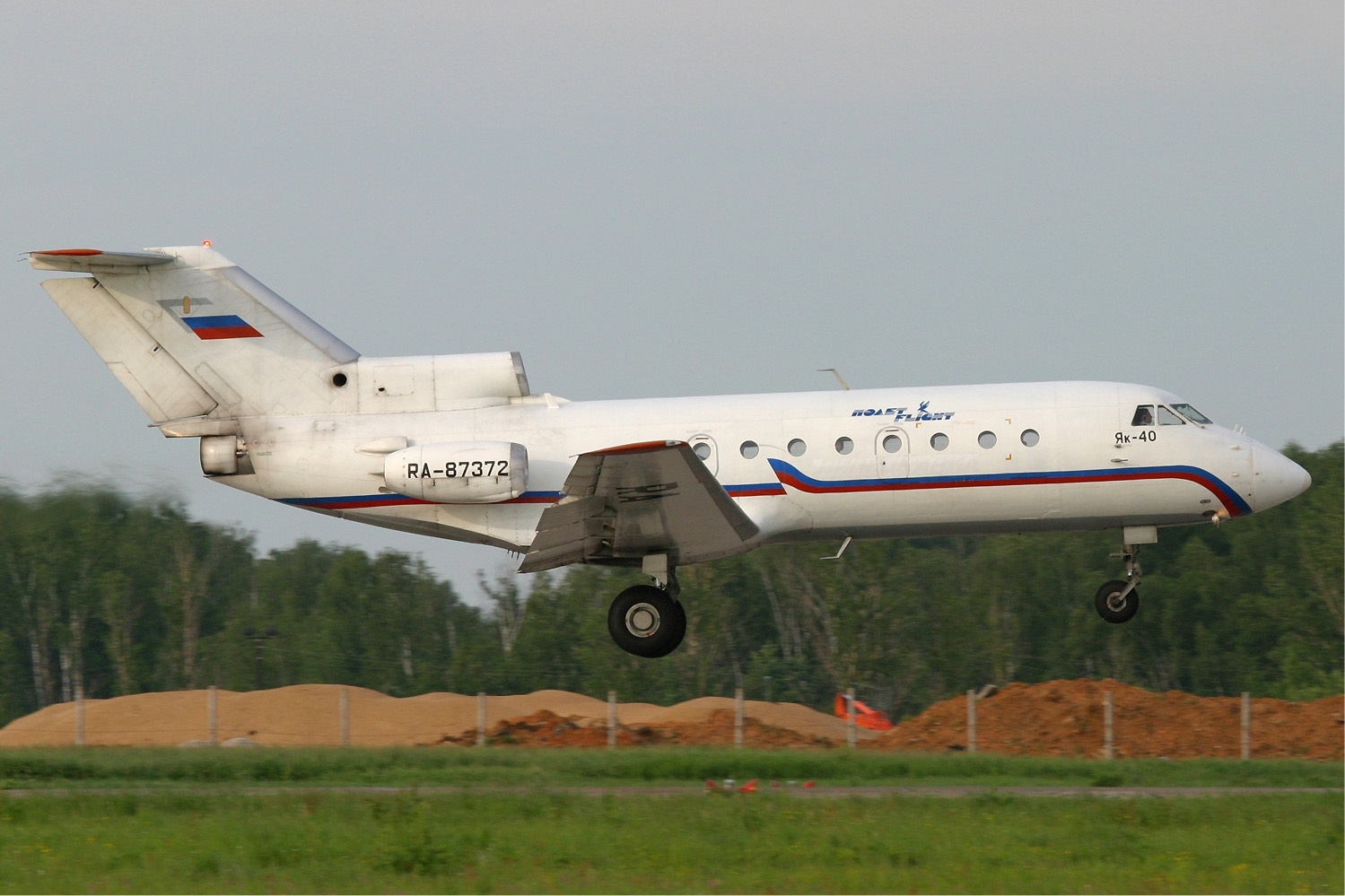
Yakovlev Yak-40

Al comienzo los años noventa, la empresa alcanzó el pico de trabajos de aviación. Anualmente los helicópteros generaban hasta 2/3 de los ingresos. El número de trabajadores del grupo de vuelo superaba las 300 personas. Trabajaban dos escuadrillas de helicópteroa y una de aviones.
Las tripulaciones de An-2 y Mi-8 se ocupaban de dar servicio a las estaciones polares.

### Años 90
En 1991 llegaron a Narian-Mar los helicópteros MI-8MTV-1.

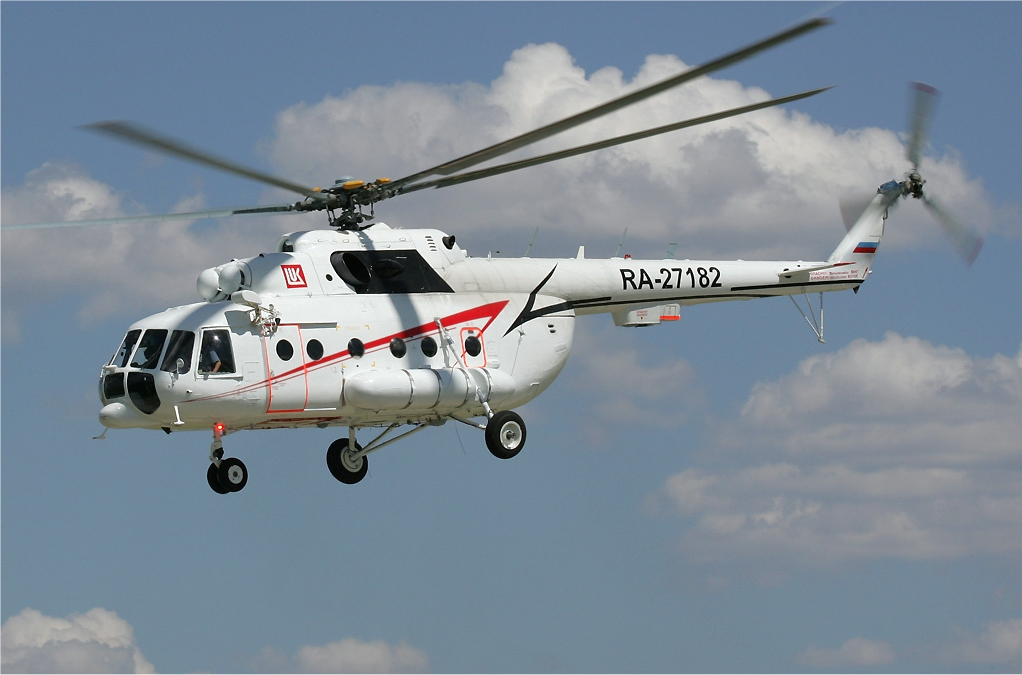
Mil Mi-8MTV

Los años 90 fueron uno de los períodos más duros en la existencia de la aviación del distrito. A partir de 1992, cuando se liberalizaron los precios, con unas condiciones de inflación altísima y el gran aumento de las tarifas, empezó a caer la demanda del transporte aéreo. El trabajo de transporte en el distrito y los vuelos en las líneas aéreas interiores se redujo a una cuarta parte entre 1991 y 1996, con lo que la empresa se vio al borde de la bancarrota.
Prácticamente cesó toda financiación de la prospección geográfica. La empresa empezó a perder trabajos aéreos de manera brusca. Desde 1991 el  descenso de horas de vuelo de los helicópteros Mi-8 fue tal que en 1999 se redujo a una octava parte y el de los aviones An-2, se redujo ¡500 veces!. Por las faltas de pago, la extinción de créditos y el porcentaje de uso de los recursos, la mitad del parque de helicópteros fue enajenado, así como el edificio de la estación aeronáutica, el combustible, y otros objetos de la empresa. En 1994 la empresa se declaró insolvente y en 1996 quedó bajo la dirección arbitral.
Fue nombrado director Valentín Vladímirovich Varankin, pero más tarde, por el tribunal arbitral, fue nombrado Valery Pavlovich Afanasev. Para sacar la empresa de la crisis hubo que optimizar los gastos de explotación, la cantidad de personal, realizar y conservar la propiedad, entregar el fondo habitable a la propiedad municipal, ocuparse de la devolución de la deuda, etc. Finalmente,  en junio de 1999, la empresa fue declarada solvente, y según los resultados del año, obtuvo beneficio unos pequeños en la suma de 257 mil rublos. A pesar de la reducción forzada del número de empleados, la empresa consiguió conservar los especialistas, ingenieros, pilotos y técnicos.
Como ejemplo de la alta preparación de los pilotos puede servir el salvamento de la tripulación de la motonave de Yajroma. El 7 de octubre de 1993, por la noche y en condiciones meteorológicas difíciles a causa de un fuerte temporal, la tripulación del helicóptero Mi-8 formado por  V.P.Afanaseva, V.E.Ostapchuka, V.I.Tsivasha y el equipo de reparaciones izó a bordo del helicóptero a los marinos de la motonave que hundía. Por esto la tripulación y los trabajadores de la empresa que realizaban trabajos de rescate fueron condecorados con las órdenes y medallas al Valor.

### 1999 - 2011
Entre 1999 y 2002 empezó a aumentar el volumen de transporte de pasajeros, de correo y de carga. Esta mejora tuvo mucho que ver con la estabilización de la economía y el aumento del nivel de vida de los habitantes del distrito.
La reactivación del trabajo de las compañías petroleras en los yacimientos del distrito influyó rápidamente en el aumento del volumen del trabajo de los helicópteros Mi-8T y Mi-8MtV. El 2002 la carga de trabajo era el doble que en 1999. Y hacia 2008 la diferencia de los índices aumentó entre 4 y 5 veces. Crecieron el transporte de pasajeros y el transporte de mercancías.
En el destacamento de Narian-Mar trabajaban cerca de 800 personas. El grupo de vuelo estaba compuesto de 8 tripulaciones de An-2 y 30 tripulaciones de Mi-8. En tres años se crearon cerca de 130 nuevos puestos de trabajo.
Entre clientes de la empresa se encuentra la administración estatal y el servicio de la reacción urgente. Los clientes más constantes son las empresas petroleras y gasísticas. Además de los transportes, el destacamento de Narian-Mar opera los servicios del aeropuerto.
- En 2000 en el registro estatal fue registrada la marca de fábrica y los colores de la empresa. Los helicópteros y los aviones del destacamento recibieron el "plumaje brillante" (en el fondo blanco amarillo, color naranja claro, anaranjado, anaranjado, rojo y negro).
- En 2005 se terminó la primera parte de la reconstrucción de la pista de aterrizaje del aeropuerto de Narian-Mar.
- En abril de 2006 la empresa cambió la forma de la propiedad y se convirtió en sociedad anónima.
- En 2005-2007 se renovó el parque de transporte automovilístico.
- En 2007 el destacamento era uno de los mayores contribuyentes del distrito de Nenetsia, que presta ayuda social a pensionistas y establecimientos de enseñanza.

Se han arreglado las pistas de aterrizaje de Jaryaguinskiy y del yacimiento el Yuzhnoye Jylchuyu. En Jaryaginskiy tienen base permanente una parte de los helicópteros del Destacamento Aéreo de Narian-Mar.
En mayo de 2010 Anatoly Nikoláevich Kisil fue nombrado un nuevo director general de la "sociedad por acciones" «Destacamento Aéreo de Narian-Mar».